# Григор Мечков
Григор Минчев Мечков е български офицер, генерал-майор, академик.

## Биография
Роден е на 7 февруари 1931 г. в Левски. През 1955 г. завършва Висшия медицински институт в София. От 1955 до 1960 г. е полкови военен лекар в Кресна. След това започва работа във Висшия военномедицински институт (ВВМИ). Между 1960 и 1972 г. е асистент към Катедрата по военнополева терапия, а от 1973 до 1975 г. е началник на Отделението по чернодробни заболявания и хематология на ВВМИ. Между 1975 и 1982 г. е заместник-началник на Клиниката по гастроентерология и хематология, а от 1982 до 1987 г. и неин началник. В периода 1987 – 1990 г. е началник на Катедрата по военнополева терапия. От 1988 до 1990 г. е първи заместник-началник на ВВМИ, а в периода от 1990 до 1992 г. е началник на лечебното заведение, преименувано на Военномедицинска академия. 
От 1977 г. е доцент, професор (1984), член-кореспондент на БАН (1988) и академик (2004). През февруари 1992 г. след скарване с министъра на отбраната Димитър Луджев напуска армията и става началник на Клиниката по вътрешни болести в Пета многопрофилна болница. През 2001 г. става „доктор хонорис кауза“ на Военномедицинска академия.
Умира на 26 декември 2004 г. в София.
Личното му кадрово досие се съхранява в Държавен военно-исторически архив във Велико Търново под ДВИА-9, АЕ 1793, ф. 41, опис 52.

## Военни звания
- старши лейтенант – 1955
- генерал-майор – февруари 1990